# Cilinder
A cilinder (a. m. henger) keskeny karimájú elegáns kalap, magas, hengeres palásttal, lapos tetővel. Főleg férfiak viselték a 18. század második felétől, de a mai napig is megjelenik ünnepi alkalmakkor, lovas rendezvényeken, egyenruhák részeként. 

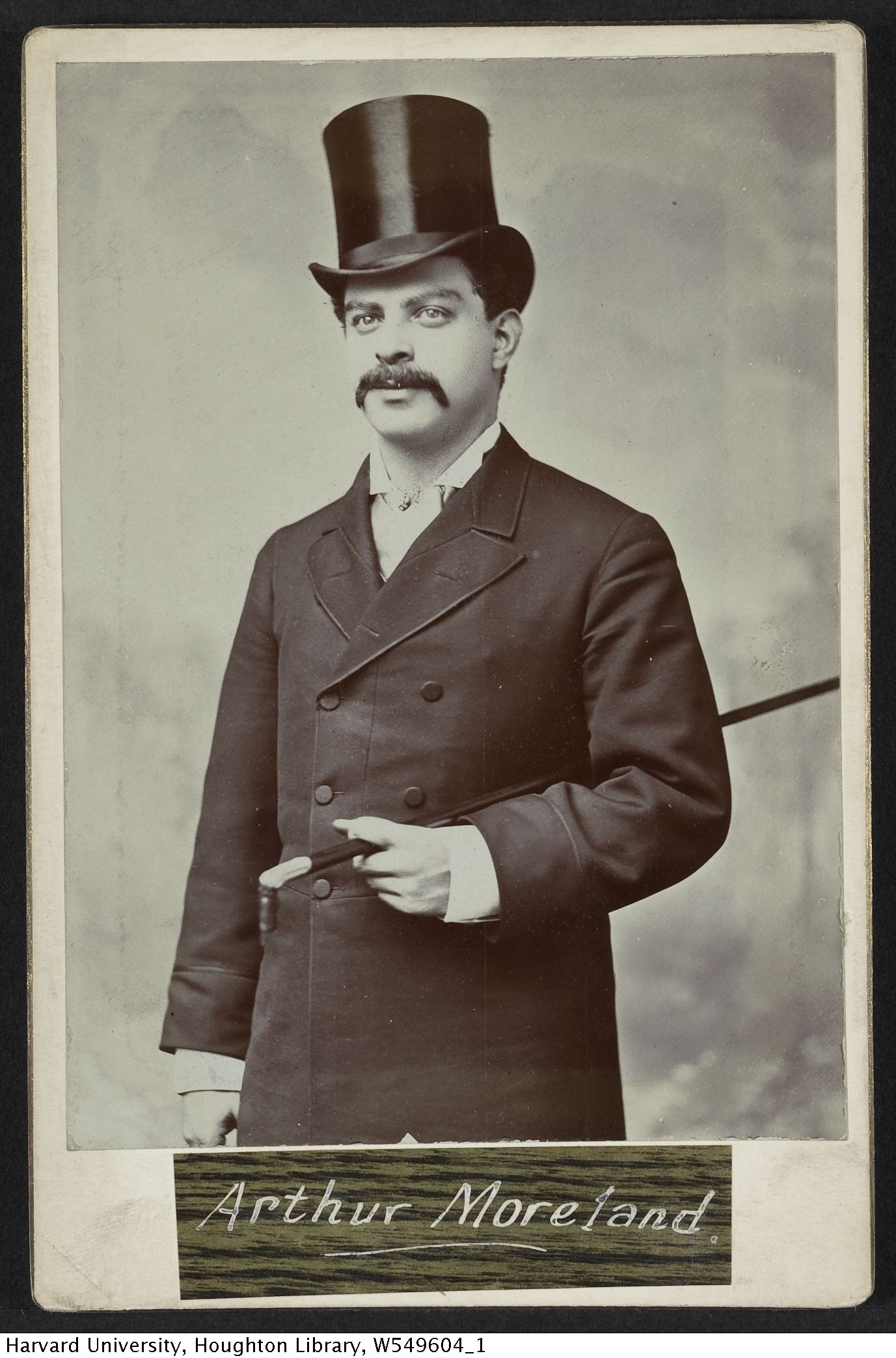
Cilinderes színész tablóképe, 1900-as évek

## Története
A cilinder pontos eredete nem tisztázott. Feltalálását tévesen gyakran egy John Hetherington nevű rövidárusnak tulajdonítják. Egy 19. század végi The Hatter Journal cikk szerint Hetherington cilindere felháborodást váltott ki a járókelők között, és őt ezért letartóztatták, valamint 500 font pénzbírságra ítélték. Bár a történet valóságtartalma kétséges, gyakran említik a cilinder kapcsán. Divattörténészek szerint azonban a cilinder közvetlenül a cukorsüveg kalapból származhatott. A 18. század végén az urak elkezdték a tricorne kalapot cilinderre cserélni. Charles Vernet Un Incroyable (1796) című festményén már látható egy francia dandy ilyen kalapban. Az első selyem cilinder Angliában George Dunnage, egy middlesex-i kalapos nevéhez fűződik, aki 1793-ban készítette el.
A 19. században a cilinderek egyre népszerűbbek váltak, különösen miután Albert herceg kezdte rendszeresen viselni őket. Kezdetben a felsőbb osztályok privilégiuma volt, különösen a nemezelt hódbundából készült cilinderek. Azonban 30 éven belül a cilinderek minden társadalmi osztály körében elterjedtek, beleértve a munkásokat is. A felsőbb osztályoknál a hódprém cilinderek továbbra is státuszszimbólumként szolgáltak. A cilinder nemcsak a divat csúcsát képviselte, hanem egyes egyenruhák részévé is vált: rendőrök és postások is viselték, hogy tekintélyt sugározzanak. Ezek a kalapok gyakran fekete olajszövettel voltak bevonva, hogy ellenálljanak az időjárásnak. A második világháború után fokozatosan kimentek a divatból, és ma már csak ritka, formális eseményeken viselik őket, például a „white tie” öltözködési előírás részeként.

### Anyagai és technológiája
Az első cilinderek hódprém nemezből készültek, amely bonyolult és hosszadalmas eljárást igényelt. Az Észak-Amerikából behozott hódprémet higannyal dolgozták fel, ami gyakran mérgezést okozott – innen ered az Alice Csodaországban (1862) „bolond kalapos” figurája. Az 1830-as évektől kezdve a hódprém helyett a könnyebb és olcsóbb selyemplüss vált népszerűvé. Ez a luxusminőségű szövet rövid szálakkal rendelkezett, amelyek fényes és elegáns felületet biztosítottak. Az utolsó selyemplüss-gyár 1968-ban zárt be.

## Típusai

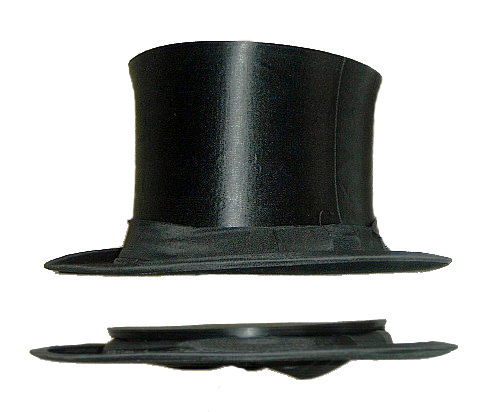
Összecsukható "Gibus" cilinder

Formájából következtethetünk az évjáratára. Több fajtáját ismerjük az egészen magastól az egészen alacsonyig, a cilinder karimája is változatos, a keskenytől az egyenesen ívelten át a szélesig. Koronájának formája is változatos, amelyen befelé dőlő oldalrészt is láthatunk. A cilindernek, mindig lapos a teteje, lényegesen magasabb a függőleges kiterjedése, mint a vízszintes. Inkább fekete és szürke színekben volt jellemző, de bármilyen színben előfordulhat.

### Chapeau claque
A 18. században, egy fémből készült mechanikai szerkezettel oldották meg, hogy a magas kalap tetejét a karimavonalhoz le lehessen tolni, így a kalap összecsukható, könnyen szállítható, a szabadalmat Antoni Gibus nyújtotta be, 1834-ben. 

## Cilinder a kultúrában
A kapitalizmus jelképe. A show és a revük fontos részét képezi, a bűvészek elengedhetetlen kelléke. A kalapos mesterség szimbóluma is. 